# Gare de L'Isle-Angely
La gare de L'Isle-Angely est une gare ferroviaire française située sur la commune d'Angely (département de l'Yonne) et ouverte en 1888. Elle est fermée en 1952.

## Situation ferroviaire
La gare de L'Isle-Angely est située au point kilométrique (PK) 241,4 de la ligne d'Avallon à Nuits-sous-Ravières. Elle donne correspondance à la ligne à voie métrique Laroche-Migennes - Chablis - L'Isle-Angely, dite « Tacot du Serein », de la Compagnie de chemins de fer départementaux.